# Juan Aboal Aboal
Juan Aboal Aboal (Pontevedra, 24 de septiembre de 1893 - 14 de agosto de 1966) fue un militar español, teniente coronel de Aviación.

## Carrera militar
Ingresó en la Academia de Infantería de Toledo en 1910, de donde se licenció ocupando el puesto número 11 de su promoción de entre 306 alumnos.
En 1915 es nombrado teniente, y en 1919 asciende a capitán.
En 1920 ingresa en la Aeronáutica militar obteniendo el título de aviador en la escuela de pilotos de Sevilla, y siendo destinado a las Escuadrillas de Tetuán, donde sus actuaciones durante la guerra del Rif hicieron que en 1925, recibiera la Cruz del Mérito Militar.
En 1928 es destinado a Getafe, y posteriormente a Madrid.
En 1934 es destinado a la Oficina de Mando de la Dirección General de Aeronáutica.
En 1935 asciende a comandante y desempeña la Jefatura de la Sección de Información Técnica del Ministerio de la Guerra. Y en noviembre de 1935 es nombrado ayudante del ministro de la Guerra, ocupando este cargo durante el periodo en que Gil Robles fue Ministro de la Guerra.

## Guerra civil
Después del estallido de la Guerra civil se mantiene fiel a la República.
Y el 21 de julio de 1936 viaja a París en un avión de LAPE, junto al también comandante de aviación Ismael Warleta, con la misión expresa de adquirir aviones y armamento, ambos forman parte de la comisión de compras de armamento en calidad de técnicos. Su experiencia con las compras al gobierno francés no fue buena, teniendo que rechazar varios aviones de bombardeo «Potez-25».
Esta experiencia negativa se plasma en una carta que envía desde el aeródromo de Los Alcázares (Murcia) al teniente coronel Riaño, agregado militar de la Embajada en Francia, en la que dice: “Sé que tú también diriges una Escuela de Aviación donde preparas a unos cuantos aviadores, pero estoy seguro que nada conseguirás, pues estoy de esos franceses mangantes hasta la coronilla y si quieren robar que roben a su madre”.
Durante la guerra dirigió la Escuela de Aviación del aeródromo de Los Alcázares (Murcia).
Finaliza la guerra siendo Teniente-Coronel.

## Exilio y regreso
Al inicio de la guerra su mujer -Loli del Río Castro- y sus hijos estaban en Galicia por lo que quedaron separados de Juan, pero después de dos años, su familia forma parte de un intercambio de prisioneros, y al final de la guerra consiguen reunirse todos en Burdeos.
El 19 de octubre de 1939 desde el puerto industrial de La Pallice (La Rochelle), embarcan, en un viaje fletado para refugiados, en su mayoría republicanos españoles, pero también de otras nacionalidades que huían de la guerra en Europa, en el buque de bandera francesa SS Massilia rumbo a Buenos Aires donde arriban el 5 de noviembre.
En 1940 a Juan Aboal Aboal, Teniente Coronel de la extinguida Aviación roja, se le abre un expediente judicial de incoación de responsabilidad política
En Argentina, durante un tiempo da clases en una escuela aérea, pero para continuar en el trabajo debía adquirir la nacionalidad argentina, motivo por el que lo abandona. Después, gracias a sus conocimientos de idiomas, trabaja en la Agencia inglesa Reuters, en la traducción de noticias y mensajes; y también traduce algún libro de tema militar.
En la década de los años 50 regresa a España con su familia, y en 1960 es separado del servicio mediante sentencia, causando baja definitiva en el Ejército.